# Alfred Fleszar
Alfred Fleszar (ur. 16 września 1890 w Nienadowej, zm. 13 lub 14 kwietnia 1940 w Katyniu) – major dyplomowany piechoty Wojska Polskiego, ofiara zbrodni katyńskiej.

## Życiorys
Syn Benona i Marii z Chomickich, urodzony 16 września 1890 w Nienadowej, w ówczesnym powiecie przemyskim.
W 1913 rozpoczął zawodową służbę wojskową w cesarskiej i królewskiej armii. Został mianowany podporucznikiem ze starszeństwem z 1 września 1913 w korpusie oficerów piechoty i wcielony do 40 pułku piechoty w Rzeszowie. W szeregach tego oddziału walczył podczas I wojny światowej. Na stopień porucznika został awansowany ze starszeństwem z 1 maja 1915.
W 1918 został przyjęty do Wojska Polskiego. W 1919 walczył na wojnie z Ukraińcami. 25 lutego 1920 został awansowany na kapitana piechoty z dniem 1 grudnia 1919. Pełnił wówczas służbę w 22 pułku piechoty. W latach 1920–1921 pełnił służbę w Dowództwie Żandarmerii Wojskowej w Warszawie na stanowisku kierownika referatu. W latach 1921–1923 był słuchaczem II Kursu Normalnego Wyższej Szkoły Wojennej w Warszawie. 3 maja 1922 został zweryfikowany w stopniu majora ze starszeństwem z dniem 1 czerwca 1919 i 16. lokatą w korpusie oficerów żandarmerii. Jego oddziałem macierzystym był 1 dywizjon żandarmerii w Warszawie. 19 sierpnia 1922 został przeniesiony z korpusu oficerów żandarmerii do korpusu oficerów piechoty i przydzielony do 39 pułku piechoty w Jarosławiu.
1 października 1923, po ukończeniu kursu i otrzymaniu dyplomu naukowego oficera Sztabu Generalnego, został przydzielony do Oddziału IV Sztabu Generalnego w Warszawie. W 1924 został przeniesiony do dowództwa 24 Dywizji Piechoty w Jarosławiu na stanowisko szefa sztabu. W listopadzie 1927 został przeniesiony do Oddziału I Sztabu Generalnego w Warszawie. W sierpniu 1929 został przeniesiony z Oddziału I Sztabu Głównego do 1 batalionu strzelców w Chojnicach na stanowisko dowódcy. 23 października 1931 został przeniesiony na stanowisko delegata Sztabu Głównego przy Dyrekcji Okręgowej Polskich Kolei Państwowych w Katowicach. 15 listopada 1932 został zwolniony z zajmowanego stanowiska, pozostawiony bez przynależności służbowej i równocześnie oddany do dyspozycji dowódcy Okręgu Korpusu Nr V w Krakowie. Z dniem 31 maja 1933 został przeniesiony w stan spoczynku. W 1934 jako oficer stanu spoczynku pozostawał w ewidencji Powiatowej Komendy Uzupełnień Katowice. Posiadał przydział do Oficerskiej Kadry Okręgowej Nr V. Był wówczas „przewidziany do użycia w czasie wojny”. Mieszkał przy ul. Słowackiego 17 w Katowicach.
W nieznanych okolicznościach, po agresji ZSRR na Polskę z 17 września 1939, dostał się do niewoli sowieckiej i został osadzony w obozie jenieckim w Kozielsku. 11 lub 12 kwietnia 1940 został przekazany do dyspozycji naczelnika Zarządu NKWD Obwodu Smoleńskiego – lista wywózkowa 022/3 z 9 kwietnia 1940. 13 lub 14 kwietnia 1940 został zamordowany w Katyniu przez funkcjonariuszy Obwodowego Zarządu NKWD w Smoleńsku oraz pracowników NKWD przybyłych z Moskwy na mocy decyzji Biura Politycznego KC WKP(b) z 5 marca 1940. Ofiary tej zbrodni grzebano w bezimiennych mogiłach zbiorowych, gdzie od 28 lipca 2000 mieści się oficjalnie Polski Cmentarz Wojenny w Katyniu. W miejscu tym prowadzone były ekshumacje i prace archeologiczne. W 1943 jego ciało zostało zidentyfikowane w toku ekshumacji nadzorowanych przez Niemców pod numerem 704 – raport dzienny z 30 kwietnia 1943. Przy jego szczątkach znaleziono: dowód osobisty, różne zaświadczenia, kartki z notatnika oraz świadectwo szczepienia w Kozielsku nr 1005. Figuruje na liście Komisji Technicznej PCK pod numerem 0704. W Archiwum Robla w pakiecie 0704 znajdowały się dokumenty i przedmioty znalezione przy szczątkach Alfreda Fleszara, ale brakuje ich spisu.
5 października 2007 minister obrony narodowej Aleksander Szczygło mianował go pośmiertnie na stopień podpułkownika. Awans został ogłoszony 9 listopada 2007 w Warszawie, w trakcie uroczystości „Katyń Pamiętamy – Uczcijmy Pamięć Bohaterów”.

## Ordery i odznaczenia
- Brązowy Medal Zasługi Wojskowej z mieczami na wstążce Krzyża Zasługi Wojskowej[7]

Alfred Fleszar został wymieniony jako kawaler Krzyża Srebrnego Orderu Wojskowego Virtuti Militari w „Rocznikach oficerskich” z 1923, 1924 i 1928, natomiast w „Roczniku oficerskim” z 1932 nie powtórzono tej informacji. Mógł być odznaczony bądż przedstawiony do odznaczenia Orderem Odrodzenia Polski.

## Upamiętnienie
13 kwietnia 2016, w ramach akcji „Katyń... pamiętamy” / „Katyń... Ocalić od zapomnienia”, w ogrodzie Pałacu Prezydenckiego został zasadzony Dąb Pamięci poświęconego wszystkim Ofiarom Zbrodni Katyńskiej, certyfikat z numerem 1.